# Fußball-Weltmeisterschaft der Frauen 1999/Qualifikation
Die Qualifikationsspiele für die Fußball-Weltmeisterschaft der Frauen im Jahre 1999 fanden vom 19. Juli 1997 bis 19. Dezember 1998 statt.
88 Verbände hatten für die WM gemeldet, aber nur 70 Mannschaften konnten in die eigentliche WM-Qualifikation starten, denn die UEFA sortierte 18 spielschwache europäische Mannschaften aus, die bereits eine Vorqualifikation für die WM 2003 spielten. Da der Gastgeber USA automatisch für die WM-Endrunde qualifiziert war und sich drei afrikanische Mannschaften vor dem ersten Spiel zurückzogen, kämpften insgesamt 66 Mannschaften um 15 WM-Endrundenplätze. Alle Qualifikationsmöglichkeiten beinhalten entweder das Meisterschafts- beziehungsweise das Pokalsystem.

## Gemeldete Mannschaften
Für das Weltmeisterschaftsturnier in den USA im Jahre 1999 hatten insgesamt 88 FIFA-Mitglieder gemeldet, darunter
- 16 Mannschaften aus Europa (UEFA), Klasse A: spielten um die Qualifikation für das WM-Endtunier 1999
- 18 Mannschaften aus Europa, Klasse B: spielten um die Mitgliedschaft in der Klasse A bei der WM-Qualifikation 2003
- 10 Mannschaften aus Südamerika (CONMEBOL)
- 12 Mannschaften aus Nord- und Mittelamerika (CONCACAF)
- 15 Mannschaften aus Afrika (CAF)
- 11 Mannschaften aus Asien (AFC)
- 6 Mannschaften aus Ozeanien (OFC)

## Qualifizierte Mannschaften
| 6 aus Europa (Titelverteidiger) | Schweden   | Italien                                 | Norwegen |
|                                 | Dänemark   | Deutschland                             | Russland |
| 1½ aus Südamerika               | Brasilien  |                                         |          |
| 1½ aus Nord- und Mittelamerika  | Kanada     | Mexiko (Sieger Play-off mit Südamerika) |          |
| 2 aus Afrika                    | Nigeria    | Ghana                                   |          |
| 3 aus Asien                     | Nordkorea  | Volksrepublik China                     | Japan    |
| 1 aus Ozeanien                  | Australien |                                         |          |
| 1 Gastgeber (Nordamerika)       | USA        |                                         |          |

Im Folgenden sind die Mannschaften, welche sich für die jeweils nächste Qualifikationsrunde qualifizierten mit * gekennzeichnet, diejenigen, die an der Endrunde teilnehmen durften und in der Tabelle aufgeführt sind mit **. Die mit + markierten europäischen Länder spielten bei der nächsten Qualifikation in der Klasse A.

## Europäische Zone /UEFA
Die Mannschaften wurden nach Leistungsstärke in zwei Klassen unterteilt. Die stärkeren Mannschaften in Klasse A und die schwächeren in Klasse B.
Klasse A: 16 Mannschaften spielen in vier Vierergruppen die sechs Endrundenteilnehmer der WM 1999 aus. Die vier Gruppensieger qualifizierten sich direkt für die WM-Endrunde, die vier Gruppenzweiten ermittelten in zwei Play-offs zwei weitere Teilnehmer.
Klasse B: 18 Mannschaften spielten in zwei Vierergruppen und zwei Fünfergruppen. Die vier Gruppensieger der B-Kasse spielten gegen die vier Gruppenletzten der A-Klasse eine Relegation. Die vier Sieger der Relegation qualifizierten sich für die A-Klasse der WM-Qualifikation zur WM 2003. Alle Teilnehmer der B-Klasse hatten somit keine Möglichkeit, sich schon für die WM 1999 zu qualifizieren.

### Klasse A
Gruppe 1
| Pl. | Land     | Sp. | S | U | N | Tore    | Diff. | Punkte |
| --- | -------- | --- | - | - | - | ------- | ----- | ------ |
| 1.  | Schweden | 6   | 6 | 0 | 0 | 018:500 | +13   | 18     |
| 2.  | Ukraine  | 6   | 3 | 0 | 3 | 009:130 | −4    | 09     |
| 3.  | Island   | 6   | 1 | 2 | 3 | 005:900 | −4    | 05     |
| 4.  | Spanien  | 6   | 0 | 2 | 4 | 005:100 | −5    | 02     |

| 30.08.97 | Island   | – | Schweden | 1:3 |
| 07.09.97 | Island   | – | Ukraine  | 3:2 |
| 28.09.97 | Schweden | – | Ukraine  | 3:2 |
| 02.11.97 | Spanien  | – | Ukraine  | 1:2 |
| 03.05.98 | Spanien  | – | Schweden | 1:2 |
| 24.05.98 | Schweden | – | Spanien  | 3:1 |

 Gruppe 2
| Pl. | Land       | Sp. | S | U | N | Tore    | Diff. | Punkte |
| --- | ---------- | --- | - | - | - | ------- | ----- | ------ |
| 1.  | Italien    | 6   | 5 | 1 | 0 | 011:400 | +7    | 16     |
| 2.  | Finnland   | 5   | 3 | 1 | 1 | 006:500 | +1    | 10     |
| 3.  | Frankreich | 6   | 2 | 2 | 2 | 009:700 | +2    | 08     |
| 4.  | Schweiz    | 6   | 0 | 0 | 6 | 002:120 | −10   | 0      |

| 06.09.97 | Finnland   | – | Schweiz    | 1:0 |
| 04.10.97 | Schweiz    | – | Frankreich | 1:2 |
| 18.10.97 | Frankreich | – | Finnland   | 2:2 |
| 01.11.97 | Schweiz    | – | Italien    | 1:3 |
| 22.11.97 | Italien    | – | Frankreich | 0:0 |
| 11.04.98 | Frankreich | – | Italien    | 2:3 |

 Gruppe 3
| Pl. | Land        | Sp. | S | U | N | Tore    | Diff. | Punkte |
| --- | ----------- | --- | - | - | - | ------- | ----- | ------ |
| 1.  | Norwegen    | 6   | 4 | 1 | 1 | 013:500 | +8    | 13     |
| 2.  | Deutschland | 6   | 4 | 0 | 2 | 009:500 | +4    | 12     |
| 3.  | Niederlande | 6   | 2 | 1 | 3 | 005:100 | −5    | 07     |
| 4.  | England     | 6   | 1 | 0 | 5 | 003:100 | −7    | 03     |

| 25.09.97 | Deutschland | – | England     | 3:0 |
| 01.10.97 | Norwegen    | – | Niederlande | 6:1 |
| 30.10.97 | England     | – | Niederlande | 1:0 |
| 06.11.97 | Deutschland | – | Norwegen    | 1:0 |
| 13.12.97 | Niederlande | – | Deutschland | 1:0 |
| 08.03.98 | England     | – | Deutschland | 0:1 |

 Gruppe 4
| Pl. | Land     | Sp. | S | U | N | Tore    | Diff. | Punkte |
| --- | -------- | --- | - | - | - | ------- | ----- | ------ |
| 1.  | Dänemark | 6   | 6 | 0 | 0 | 022:300 | +19   | 18     |
| 2.  | Russland | 6   | 4 | 0 | 2 | 015:900 | +6    | 12     |
| 3.  | Portugal | 6   | 2 | 0 | 4 | 004:150 | −11   | 06     |
| 4.  | Belgien  | 6   | 0 | 0 | 6 | 005:190 | −14   | 0      |

| 21.08.97 | Dänemark | – | Russland | 3:1 |
| 27.09.97 | Belgien  | – | Dänemark | 1:2 |
| 11.10.97 | Belgien  | – | Russland | 3:4 |
| 29.10.97 | Dänemark | – | Portugal | 4:0 |
| 08.11.97 | Portugal | – | Russland | 0:2 |
| 28.02.98 | Portugal | – | Belgien  | 2:0 |

Play-offs
| Datum      |             | Ergebnis |             |
| ---------- | ----------- | -------- | ----------- |
| 17.09.1998 | Deutschland | 5:0      | Ukraine     |
| 11.10.1998 | Ukraine     | 1:1      | Deutschland |
| Gesamt:    | Deutschland | 6:1      | Ukraine     |

| Datum      |          | Ergebnis |          |
| ---------- | -------- | -------- | -------- |
| 12.09.1998 | Russland | 2:1      | Finnland |
| 11.10.1998 | Finnland | 1:2      | Russland |
| Gesamt:    | Russland | 4:2      | Finnland |

### Klasse B
Gruppe 5
| Pl. | Land       | Sp. | S | U | N | Tore    | Diff. | Punkte |
| --- | ---------- | --- | - | - | - | ------- | ----- | ------ |
| 1.  | Schottland | 6   | 4 | 2 | 0 | 038:300 | +35   | 14     |
| 2.  | Tschechien | 6   | 4 | 2 | 0 | 037:200 | +35   | 14     |
| 3.  | Estland    | 6   | 1 | 0 | 5 | 006:310 | −25   | 03     |
| 4.  | Litauen    | 6   | 1 | 0 | 5 | 003:480 | −45   | 03     |

| 16.08.97 | Litauen    | – | Estland    | 3:2  |
| 20.08.97 | Tschechien | – | Estland    | 6:0  |
| 03.09.97 | Estland    | – | Schottland | 1:7  |
| 07.09.97 | Litauen    | – | Schottland | 0:5  |
| 07.10.97 | Estland    | – | Tschechien | 0:8  |
| 10.10.97 | Litauen    | – | Tschechien | 0:12 |

 Gruppe 6
| Pl. | Land    | Sp. | S | U | N | Tore    | Diff. | Punkte |
| --- | ------- | --- | - | - | - | ------- | ----- | ------ |
| 1.  | Polen   | 6   | 5 | 1 | 0 | 015:400 | +11   | 16     |
| 2.  | Irland  | 6   | 3 | 1 | 2 | 008:400 | +4    | 10     |
| 3.  | Belarus | 6   | 1 | 2 | 3 | 008:900 | −1    | 05     |
| 4.  | Wales   | 6   | 0 | 2 | 4 | 007:210 | −14   | 02     |

| 10.09.97 | Belarus | – | Polen  | 0:1 |
| 21.09.97 | Belarus | – | Irland | 0:1 |
| 08.10.97 | Polen   | – | Wales  | 2:2 |
| 12.10.97 | Belarus | – | Wales  | 4:1 |
| 02.11.97 | Irland  | – | Polen  | 0:1 |
| 07.12.97 | Wales   | – | Irland | 0:3 |

 Gruppe 7
| Pl. | Land           | Sp.       | S         | U         | N         | Tore      | Diff.     | Punkte    |
| --- | -------------- | --------- | --------- | --------- | --------- | --------- | --------- | --------- |
| 1.  | BR Jugoslawien | 6         | 6         | 0         | 0         | 024:400   | +20       | 18        |
| 2.  | Bulgarien      | 6         | 2         | 1         | 3         | 011:120   | −1        | 07        |
| 3.  | Türkei         | 6         | 1         | 2         | 3         | 006:150   | −9        | 05        |
| 4.  | Griechenland   | 6         | 1         | 1         | 4         | 008:180   | −10       | 04        |
|     | Georgien       | Rückzug * | Rückzug * | Rückzug * | Rückzug * | Rückzug * | Rückzug * | Rückzug * |

| 10.09.97 | Jugoslawien  | – | Georgien    | 11:0* |
| 25.09.97 | Georgien     | – | Türkei      | 0:1*  |
| 28.09.97 | Griechenland | – | Bulgarien   | 1:5   |
| 30.10.97 | Türkei       | – | Jugoslawien | 0:5   |
| 02.11.97 | Griechenland | – | Jugoslawien | 2:3   |
| 23.11.97 | Bulgarien    | – | Türkei      | 1:2   |
| 05.12.97 | Jugoslawien  | – | Bulgarien   | 2:0   |

 Gruppe 8
| Pl. | Land                    | Sp. | S | U | N | Tore    | Diff. | Punkte |
| --- | ----------------------- | --- | - | - | - | ------- | ----- | ------ |
| 1.  | Rumänien                | 8   | 6 | 0 | 2 | 030:700 | +23   | 18     |
| 2.  | Slowakei                | 8   | 5 | 2 | 1 | 033:500 | +28   | 17     |
| 3.  | Ungarn                  | 8   | 5 | 1 | 2 | 032:900 | +23   | 16     |
| 4.  | Israel                  | 8   | 1 | 0 | 7 | 007:310 | −24   | 03     |
| 5.  | Bosnien und Herzegowina | 8   | 1 | 0 | 7 | 005:550 | −50   | 03     |

| 02.09.97 | Slowakei | – | B.-Herzegowina | 11:0 |
| 13.09.97 | Rumänien | – | Slowakei       | 1:1  |
| 17.09.97 | Ungarn   | – | B.-Herzegowina | 10:0 |
| 11.10.97 | Rumänien | – | B.-Herzegowina | 4:0  |
| 22.10.97 | Slowakei | – | Ungarn         | 4:0  |
| 02.11.97 | Israel   | – | Rumänien       | 0:7  |
| 12.11.97 | Rumänien | – | Ungarn         | 3:1  |
| 01.04.98 | Israel   | – | Slowakei       | 0:4  |
| 08.04.98 | Israel   | – | B.-Herzegowina | 5:0  |
| 26.04.98 | Slowakei | – | Rumänien       | 1:1  |

Relegationsspiele
| Datum      |            | Ergebnis |            |
| ---------- | ---------- | -------- | ---------- |
| 13.09.1998 | Schottland | 0:3      | Spanien    |
| 11.10.1998 | Spanien    | 4:1      | Schottland |
| Gesamt:    | Schottland | 1:7      | Spanien    |

| Datum      |         | Ergebnis |         |
| ---------- | ------- | -------- | ------- |
| 12.09.1998 | Polen   | 0:1      | Schweiz |
| 10.10.1998 | Schweiz | 4:0      | Polen   |
| Gesamt:    | Polen   | 0:5      | Schweiz |

| Datum      |                | Ergebnis |                |
| ---------- | -------------- | -------- | -------------- |
| 13.09.1998 | BR Jugoslawien | 3:0      | Belgien        |
| 10.10.1998 | Belgien        | 1:1      | BR Jugoslawien |
| Gesamt:    | BR Jugoslawien | 4:1      | Belgien        |

| Datum      |          | Ergebnis |          |
| ---------- | -------- | -------- | -------- |
| 13.09.1998 | Rumänien | 1:4      | England  |
| 11.10.1998 | England  | 2:1      | Rumänien |
| Gesamt:    | Rumänien | 2:6      | England  |

## Südamerika /CONMEBOL
Die Südamerika-Meisterschaft in Mar del Plata (Argentinien) diente gleichzeitig als WM-Qualifikation. Aus zwei Fünfergruppen qualifizierten sich die beiden Gruppensieger und Gruppenzweiten für das CONMEBOL-Halbfinale.
Der Südamerika-Meister war für die WM 1999 in den USA qualifiziert. Der Vizemeister spielte gegen den CONCACAF Vizemeister um einen weiteren WM-Endrundenplatz.
Gruppe A
| Pl. | Land      | Sp. | S | U | N | Tore    | Diff. | Punkte |
| --- | --------- | --- | - | - | - | ------- | ----- | ------ |
| 1.  | Brasilien | 4   | 4 | 0 | 0 | 048:100 | +47   | 12     |
| 2.  | Peru      | 4   | 3 | 0 | 1 | 005:170 | −12   | 09     |
| 3.  | Kolumbien | 4   | 2 | 0 | 2 | 011:160 | −5    | 06     |
| 4.  | Chile     | 4   | 1 | 0 | 3 | 006:130 | −7    | 03     |
| 5.  | Venezuela | 4   | 0 | 0 | 4 | 002:250 | −23   | 0      |

| 2. März 1998 | Kolumbien | – | Venezuela | 4:1  |
|              | Brasilien | – | Peru      | 15:0 |
| 4. März 1998 | Chile     | – | Venezuela | 5:0  |
| 5. März 1998 | Brasilien | – | Kolumbien | 12:1 |
| 6. März 1998 | Chile     | – | Peru      | 0:1  |

Gruppe B
| Pl. | Land        | Sp. | S | U | N | Tore    | Diff. | Punkte |
| --- | ----------- | --- | - | - | - | ------- | ----- | ------ |
| 1.  | Argentinien | 4   | 4 | 0 | 0 | 016:100 | +15   | 12     |
| 2.  | Ecuador     | 4   | 2 | 1 | 1 | 010:600 | +4    | 07     |
| 3.  | Paraguay    | 4   | 2 | 0 | 2 | 006:100 | −4    | 06     |
| 4.  | Uruguay     | 4   | 0 | 2 | 2 | 006:800 | −2    | 02     |
| 5.  | Bolivien    | 4   | 0 | 1 | 3 | 005:180 | −13   | 01     |

| 1. März 1998 | Paraguay    | – | Uruguay  | 3:2 |
|              | Argentinien | – | Bolivien | 9:0 |
| 3. März 1998 | Uruguay     | – | Ecuador  | 2:2 |
|              | Argentinien | – | Paraguay | 3:0 |
| 5. März 1998 | Argentinien | – | Uruguay  | 2:1 |

Halbfinale
| Datum      |             | Ergebnis              |         |
| ---------- | ----------- | --------------------- | ------- |
| 13.03.1998 | Brasilien   | 11:10                 | Ecuador |
| 13.03.1998 | Argentinien | 1:1 n. V. (4:3 i. E.) | Peru    |

Spiel um Platz 3
| Datum      |      | Ergebnis              |         |
| ---------- | ---- | --------------------- | ------- |
| 15.03.1998 | Peru | 3:3 n. V. (5:4 i. E.) | Ecuador |

Finale
| Datum      |           | Ergebnis |             |
| ---------- | --------- | -------- | ----------- |
| 15.03.1998 | Brasilien | 7:1      | Argentinien |

CONCACAF/CONMEBOL-Play-off
| Datum      |             | Ergebnis |             |
| ---------- | ----------- | -------- | ----------- |
| 14.12.1998 | Mexiko      | 3:1      | Argentinien |
| 19.12.1998 | Argentinien | 2:3      | Mexiko      |
| Gesamt:    | Mexiko      | 6:3      | Argentinien |

## Nord- und Mittelamerika /CONCACAF
Als Qualifikationsturnier diente die CONCACAF Women’s Championship vom 28. August bis 6. September 1998 in Etobicoke und Scarborough in Kanada. Der Gewinner qualifizierte sich für die Weltmeisterschaft. Der Vizemeister spielte gegen den Zweiten der Südamerika-Qualifikation noch zwei Play-off-Spiele um die WM-Teilnahme. Die USA waren als Ausrichter der Weltmeisterschaft automatisch qualifiziert und nahmen an dem Turnier nicht teil.
Zentralzone, Qualifikations-Turnier in Guatemala
Gruppe A
| Pl. | Land        | Sp. | S | U | N | Tore    | Diff. | Punkte |
| --- | ----------- | --- | - | - | - | ------- | ----- | ------ |
| 1.  | Haiti       | 2   | 2 | 0 | 0 | 009:200 | +7    | 06     |
| 2.  | Costa Rica  | 2   | 1 | 0 | 1 | 018:200 | +16   | 03     |
| 3.  | Guatemala B | 2   | 0 | 0 | 2 | 001:240 | −23   | 0      |

| 19. Juli 1998 | Costa Rica | – | Guatemala B | 17:0 |
| 21. Juli 1998 | Haiti      | – | Costa Rica  | 2:1  |

Gruppe B
| Pl. | Land        | Sp. | S | U | N | Tore    | Diff. | Punkte |
| --- | ----------- | --- | - | - | - | ------- | ----- | ------ |
| 1.  | Guatemala   | 2   | 2 | 0 | 0 | 015:100 | +14   | 06     |
| 2.  | El Salvador | 2   | 0 | 1 | 1 | 002:500 | −3    | 01     |
| 3.  | Honduras    | 2   | 0 | 1 | 1 | 001:120 | −11   | 01     |

| 19. Juli 1998 | Guatemala   | – | Honduras | 11:0 |
| 21. Juli 1998 | El Salvador | – | Honduras | 1:1  |

um Platz 3
| Datum         |            | Ergebnis |             | Ort             |
| ------------- | ---------- | -------- | ----------- | --------------- |
| 25. Juli 1998 | Costa Rica | 5:1      | El Salvador | Guatemala-Stadt |

Finale
| Datum         |           | Ergebnis |       | Ort             |
| ------------- | --------- | -------- | ----- | --------------- |
| 25. Juli 1998 | Guatemala | 1:0      | Haiti | Guatemala-Stadt |

Karibik-Zone (Qualifikation in Macoya (Trinidad))
| Datum   |                     | Ergebnis |                     | Ort    |
| ------- | ------------------- | -------- | ------------------- | ------ |
| 1998    | Trinidad und Tobago | 9:0      | Guyana              | Macoya |
| 1998    | Guyana              | 1:7      | Trinidad und Tobago | Macoya |
| Gesamt: | Trinidad und Tobago | 16:10    | Guyana              |        |

CONCACAF-Endrunde (Turnier in Kanada)
Gruppe A
| Pl. | Land        | Sp. | S | U | N | Tore    | Diff. | Punkte |
| --- | ----------- | --- | - | - | - | ------- | ----- | ------ |
| 1.  | Kanada      | 3   | 3 | 0 | 0 | 039:000 | +39   | 09     |
| 2.  | Guatemala   | 3   | 2 | 0 | 1 | 010:400 | +6    | 06     |
| 3.  | Martinique  | 4   | 1 | 0 | 3 | 009:160 | −7    | 03     |
| 4.  | Puerto Rico | 3   | 0 | 0 | 3 | 000:380 | −38   | 0      |

| 28. August 1998 | Kanada      | – | Puerto Rico | 21:0 |
|                 | Guatemala   | – | Martinique  | 2:0  |
| 30. August 1998 | Puerto Rico | – | Guatemala   | 0:8  |

Gruppe B
| Pl. | Land                | Sp. | S | U | N | Tore    | Diff. | Punkte |
| --- | ------------------- | --- | - | - | - | ------- | ----- | ------ |
| 1.  | Mexiko              | 3   | 2 | 1 | 0 | 012:500 | +7    | 07     |
| 2.  | Costa Rica          | 3   | 2 | 0 | 1 | 007:500 | +2    | 06     |
| 3.  | Trinidad und Tobago | 3   | 1 | 1 | 1 | 005:600 | −1    | 04     |
| 4.  | Haiti               | 3   | 0 | 0 | 3 | 003:110 | −8    | 0      |

| 29. August 1998 | Trinidad und Tobago | – | Haiti      | 2:1 |
|                 | Mexiko              | – | Costa Rica | 3:2 |
| 31. August 1998 | Haiti               | – | Mexiko     | 1:7 |

Halbfinale
| Datum      |           | Ergebnis |            |
| ---------- | --------- | -------- | ---------- |
| 04.09.1998 | Guatemala | 0:8      | Mexiko     |
| 04.09.1998 | Kanada    | 2:0      | Costa Rica |

Spiel um Platz 3
| Datum      |            | Ergebnis |           |
| ---------- | ---------- | -------- | --------- |
| 06.09.1998 | Costa Rica | 4:0      | Guatemala |

Finale
| Datum      |        | Ergebnis |        |
| ---------- | ------ | -------- | ------ |
| 06.09.1998 | Kanada | 1:0      | Mexiko |

CONCACAF/CONMEBOL-Play-off
| Datum      |             | Ergebnis |             |
| ---------- | ----------- | -------- | ----------- |
| 14.12.1998 | Mexiko      | 3:1      | Argentinien |
| 19.12.1998 | Argentinien | 2:3      | Mexiko      |
| Gesamt:    | Mexiko      | 6:3      | Argentinien |

## Asiatische Zone/AFC
Die Asienmeisterschaft im Frauenfußball diente gleichzeitig als WM-Qualifikation.
Elf Mannschaften nahmen teil, gespielt wurde in zwei Vierergruppen und einer Dreiergruppe. Ins Halbfinale kamen die drei Gruppensieger plus der beste Gruppenzweite. Die beiden Finalisten sowie der Asiendritte qualifizierten sich für die WM 1999 in den USA.
Alle Spiele wurden als Turnier in China ausgetragen.
Gruppe A
| Pl. | Land     | Sp. | S | U | N | Tore    | Diff. | Punkte |
| --- | -------- | --- | - | - | - | ------- | ----- | ------ |
| 1.  | Japan    | 3   | 3 | 0 | 0 | 031:000 | +31   | 09     |
| 2.  | Indien   | 3   | 2 | 0 | 1 | 013:100 | +12   | 06     |
| 3.  | Hongkong | 3   | 1 | 0 | 2 | 001:120 | −11   | 03     |
| 4.  | Guam     | 3   | 0 | 0 | 3 | 000:320 | −32   | 0      |

| 5. Dezember 1997 | Indien   | – | Hongkong | 3:0  |
|                  | Japan    | – | Guam     | 21:0 |
| 7. Dezember 1997 | Hongkong | – | Guam     | 1:0  |

Gruppe B
| Pl. | Land        | Sp. | S | U | N | Tore    | Diff. | Punkte |
| --- | ----------- | --- | - | - | - | ------- | ----- | ------ |
| 1.  | China       | 3   | 3 | 0 | 0 | 027:100 | +26   | 09     |
| 2.  | Nordkorea   | 3   | 2 | 0 | 1 | 023:400 | +19   | 06     |
| 3.  | Usbekistan  | 3   | 1 | 0 | 2 | 002:170 | −15   | 03     |
| 4.  | Philippinen | 3   | 0 | 0 | 3 | 002:320 | −30   | 0      |

| 5. Dezember 1997 | China      | – | Nordkorea   | 3:1 |
|                  | Usbekistan | – | Philippinen | 2:1 |
| 7. Dezember 1997 | China      | – | Usbekistan  | 8:0 |

Gruppe C
| Pl. | Land           | Sp. | S | U | N | Tore    | Diff. | Punkte |
| --- | -------------- | --- | - | - | - | ------- | ----- | ------ |
| 1.  | Chinese Taipei | 2   | 2 | 0 | 0 | 007:000 | +7    | 06     |
| 2.  | Südkorea       | 2   | 1 | 0 | 1 | 011:100 | +10   | 03     |
| 3.  | Kasachstan     | 2   | 0 | 0 | 2 | 000:170 | −17   | 0      |

| 5. Dezember 1997 | Chinesisch Taipeh | – | Südkorea   | 1:0  |
| 7. Dezember 1997 | Südkorea          | – | Kasachstan | 11:0 |

bester Gruppenzweite
| Pl. | Land      | Sp. | S | U | N | Tore    | Diff. | Punkte |
| --- | --------- | --- | - | - | - | ------- | ----- | ------ |
| 1.  | Nordkorea | 3   | 2 | 0 | 1 | 023:400 | +19   | 06     |
| 2.  | Indien    | 3   | 2 | 0 | 1 | 013:100 | +12   | 06     |
| 3.  | Südkorea  | 2   | 1 | 0 | 1 | 011:100 | +10   | 03     |

Halbfinale
| Datum      |           | Ergebnis |                |
| ---------- | --------- | -------- | -------------- |
| 12.12.1997 | Nordkorea | 1:0      | Japan          |
| 12.12.1997 | China     | 10:00    | Chinese Taipei |

Spiel um Platz 3
| Datum      |       | Ergebnis |                |
| ---------- | ----- | -------- | -------------- |
| 14.12.1997 | Japan | 2:0      | Chinese Taipei |

Finale
| Datum      |       | Ergebnis |           |
| ---------- | ----- | -------- | --------- |
| 14.12.1997 | China | 2:0      | Nordkorea |

## Afrikanische Zone/CAF
15 afrikanische Mannschaften ermittelten bei einem Turnier in Nigeria vom 17. bis 30. Oktober 1998 den Afrikameister und zugleich die Vertreter Afrikas bei der Frauen-WM 1999. Mit Kenia, Namibia, Sierra Leone (alle Erste Runde) und Mosambik (Zweite Runde/Gruppe B) zogen insgesamt vier der fünfzehn Nationen ihre Teilnahme im Laufe des Turniers zurück.
Erste Runde
|           | Gesamt |              | Hinspiel | Rückspiel |
| --------- | ------ | ------------ | -------- | --------- |
| Ägypten   | 2:1    | Uganda       | 1:1      | 1:0       |
| Marokko   | 1      | Kenia        |          |           |
| DR Kongo  | 1      | Namibia      |          |           |
| Südafrika | 15:00  | Swasiland    | 9:0      | 6:0       |
| Mosambik  | 7:2    | Lesotho      | 3:0      | 4:2       |
| Ghana     | 19:00  | Guinea       | 11:00    | 8:0       |
| Kamerun   | 1      | Sierra Leone |          |           |

Zweite Runde
Gruppe A
| Pl. | Land     | Sp. | S | U | N | Tore    | Diff. | Punkte |
| --- | -------- | --- | - | - | - | ------- | ----- | ------ |
| 1.  | Nigeria  | 3   | 3 | 0 | 0 | 020:000 | +20   | 09     |
| 2.  | DR Kongo | 3   | 1 | 1 | 1 | 004:700 | −3    | 04     |
| 3.  | Marokko  | 3   | 1 | 1 | 1 | 004:900 | −5    | 04     |
| 4.  | Ägypten  | 3   | 0 | 0 | 3 | 002:140 | −12   | 0      |

| 17. Oktober | Nigeria  | – | Marokko | 8:0 |
|             | DR Kongo | – | Ägypten | 4:1 |
| 20. Oktober | Marokko  | – | Ägypten | 4:1 |

Gruppe B
| Pl. | Land      | Sp.        | S          | U          | N          | Tore       | Diff.      | Punkte     |
| --- | --------- | ---------- | ---------- | ---------- | ---------- | ---------- | ---------- | ---------- |
| 1.  | Ghana     | 3          | 2          | 0          | 1          | 007:100    | +6         | 06         |
| 2.  | Kamerun   | 3          | 1          | 0          | 2          | 004:500    | −1         | 03         |
| 3.  | Südafrika | 3          | 0          | 0          | 3          | 002:700    | −5         | 0          |
|     | Mosambik  | zog zurück | zog zurück | zog zurück | zog zurück | zog zurück | zog zurück | zog zurück |

| 18. Oktober | Ghana   | – | Südafrika | 4:0 |
|             | Kamerun | – | Mosambik  | 11  |
| 21. Oktober | Kamerun | – | Südafrika | 3:2 |

Halbfinale
| Datum      |         | Ergebnis |                              |
| ---------- | ------- | -------- | ---------------------------- |
| 27.10.1998 | Nigeria | 6:0      | Kamerun                      |
| 27.10.1998 | Ghana   | 4:1 n.V  | Demokratische Republik Kongo |

Spiel um Platz 3
| Datum      |                              | Ergebnis        |         |
| ---------- | ---------------------------- | --------------- | ------- |
| 30.10.1998 | Demokratische Republik Kongo | 3:3 (3:1 i. E.) | Kamerun |

Finale
| Datum      |         | Ergebnis |       |
| ---------- | ------- | -------- | ----- |
| 31.10.1998 | Nigeria | 2:0      | Ghana |

## Ozeanische Zone/OFC
Sechs ozeanische Mannschaften ermittelten zwischen dem 9. und 17. Oktober in einem Turnier in Auckland (Neuseeland) den Ozeanienmeister und zugleich den Vertreter Ozeaniens bei der WM 1999 in den USA.
Gruppe A
| Pl. | Land       | Sp. | S | U | N | Tore    | Diff. | Punkte |
| --- | ---------- | --- | - | - | - | ------- | ----- | ------ |
| 1.  | Neuseeland | 2   | 2 | 0 | 0 | 035:000 | +35   | 06     |
| 2.  | Fidschi    | 2   | 1 | 0 | 1 | 005:140 | −9    | 03     |
| 3.  | Samoa      | 2   | 0 | 0 | 2 | 000:260 | −26   | 0      |

| 9. Oktober 1998  | Neuseeland | – | Samoa   | 21:0 |
| 11. Oktober 1998 | Neuseeland | – | Fidschi | 14:0 |

Gruppe B
| Pl. | Land               | Sp. | S | U | N | Tore    | Diff. | Punkte |
| --- | ------------------ | --- | - | - | - | ------- | ----- | ------ |
| 1.  | Australien         | 2   | 2 | 0 | 0 | 029:000 | +29   | 06     |
| 2.  | Papua-Neuguinea    | 2   | 1 | 0 | 1 | 009:800 | +1    | 03     |
| 3.  | Amerikanisch-Samoa | 2   | 0 | 0 | 2 | 000:300 | −30   | 0      |

| 9. Oktober 1998  | Australien | – | Amerikanisch-Samoa | 21:0 |
| 11. Oktober 1998 | Australien | – | Papua-Neuguinea    | 8:0  |

Halbfinale
| Datum            |            | Ergebnis |                 |
| ---------------- | ---------- | -------- | --------------- |
| 15. Oktober 1998 | Neuseeland | 5:0      | Papua-Neuguinea |
| 15. Oktober 1998 | Australien | 17:00    | Fidschi         |

Spiel um Platz 3
| Datum            |                 | Ergebnis |         |
| ---------------- | --------------- | -------- | ------- |
| 17. Oktober 1998 | Papua-Neuguinea | 7:1      | Fidschi |

Finale
| Datum            |            | Ergebnis |            |
| ---------------- | ---------- | -------- | ---------- |
| 17. Oktober 1998 | Neuseeland | 1:3      | Australien |